# Cistudinomyia cistudinis
Espèce
Synonymes
- Sarcophaga cistudinis Aldrich, 1916
(protonyme)

Cistudinomyia cistudinis  est une espèce de mouches de la famille des Sarcophagidae, parasite de tortues chez qui les larves causent des myiases.